# Petit-duc roussâtre
Otus rufescens
Espèce
Statut de conservation UICN

 NT A2c+3c+4c : Quasi menacé
Statut CITES
Le Petit-duc roussâtre (Otus rufescens) est une espèce d'oiseaux de la famille des Strigidae.

## Répartition
Cette espèce vit en Asie du Sud-Est.

## Sous-espèces
D'après la classification de référence (version 14.1, 2024) de l'Union internationale des ornithologues, le Petit-duc roussâtre possède 2 sous-espèces (ordre philogénique) :
- Otus rufescens malayensis Hachisuka, 1934 ;
- Otus rufescens rufescens (Horsfield, 1821).